# Deloitte Football Money League
A Deloitte Football Money League é um ranking dos clubes de futebol pela receita gerada a partir de operações de futebol. É produzido anualmente pela empresa de contabilidade Deloitte e lançado no início de Fevereiro de cada ano, descrevendo a temporada mais recente.

## Temporada 2013/14
| Ranking | País       | Número de times | Receita total (milhões de €) |
| ------- | ---------- | --------------- | ---------------------------- |
| 1       | Inglaterra | 14              | 3258.2                       |
| 2       | Itália     | 5               | 985.3                        |
| 3       | Alemanha   | 4               | 1083.2                       |
| 4       | Espanha    | 3               | 1204                         |
| 5       | França     | 2               | 604.7                        |
| 6       | Turquia    | 1               | 161.9                        |
| 6       | Portugal   | 1               | 126.0                        |

| Ranking 2013–14 | Clube               | Receita (milhões de €) | País       | Posição em 2012–13 | Diferença |
| --------------- | ------------------- | ---------------------- | ---------- | ------------------ | --------- |
| 1               | Real Madrid         | 549.5                  | Espanha    | 1                  | —         |
| 2               | Manchester United   | 518.0                  | Inglaterra | 4                  | +2        |
| 3               | Bayern Munich       | 487.5                  | Alemanha   | 3                  | —         |
| 4               | Barcelona           | 484.6                  | Espanha    | 2                  | −2        |
| 5               | Paris Saint‑Germain | 474.2                  | França     | 5                  | —         |
| 6               | Manchester City     | 414.4                  | Inglaterra | 6                  | —         |
| 7               | Chelsea             | 387.9                  | Inglaterra | 7                  | —         |
| 8               | Arsenal             | 359.3                  | Inglaterra | 8                  | —         |
| 9               | Liverpool           | 305.9                  | Inglaterra | 12                 | +3        |
| 10              | Juventus            | 279.4                  | Itália     | 9                  | −1        |
| 11              | Borussia Dortmund   | 261.5                  | Alemanha   | 11                 | —         |
| 12              | Milan               | 249.7                  | Itália     | 10                 | −2        |
| 13              | Tottenham           | 215.8                  | Inglaterra | 14                 | +1        |
| 14              | Schalke 04          | 213.9                  | Alemanha   | 13                 | -1        |
| 15              | Atlético Madrid     | 169.9                  | Espanha    | 20                 | +5        |
| 16              | Napoli              | 164.8                  | Itália     | 22                 | +6        |
| 17              | Internazionale      | 164.0                  | Itália     | 15                 | -2        |
| 18              | Galatasaray         | 161.9                  | Turquia    | 16                 | -2        |
| 19              | Newcastle United    | 155.1                  | Inglaterra | 25                 | +6        |
| 20              | Everton             | 144.1                  | Inglaterra | 31+                |           |
| 21              | West Ham United     | 137.4                  | Inglaterra | 29                 | +8        |
| 22              | Aston Villa         | 133.0                  | Inglaterra | 31+                |           |
| 23              | Marseille           | 130.5                  | França     | 30                 | +7        |
| 24              | Roma                | 127.4                  | Itália     | 19                 | -5        |
| 25              | Southampton         | 126.9                  | Inglaterra | 31+                |           |
| 26              | Benfica             | 126.0                  | Portugal   | 26                 | —         |
| 27              | Sunderland          | 124.8                  | Inglaterra | 31+                |           |
| 28              | Hamburg             | 120.3                  | Alemanha   | 17                 | -11       |
| 29              | Swansea City        | 118.0                  | Inglaterra | 31+                |           |
| 30              | Stoke City          | 117.6                  | Inglaterra | 31+                |           |